# Oosterse vorkstaartplevier
De oosterse vorkstaartplevier (Glareola maldivarum) is een vogel uit de familie van vorkstaartplevieren (Glareolidae).

## Verspreiding en leefgebied
Deze soort komt voor in centraal en oostelijk Siberië, Japan, China en wijdverspreid over de Oriënt.

## Status
De grootte van de populatie is in 2004 geschat op 3 miljoen vogels. Op de Rode lijst van de IUCN heeft deze soort de status niet bedreigd.